# Mary Jane's Mishap
Mary Jane's Mishap ("L'errore di Mary Jane") è un film del 1903 di George Albert Smith, uno dei primi registi del cinema inglese, appartenente alla scuola di Brighton.

## Trama
Una servetta, Mary Jane (interpretata dalla moglie di Smith, Laura Bayley), si sveglia la mattina. Entra nella cucina, inquadrata con il consueto campo medio che ricorda un palcoscenico teatrale, ma già quando sbadiglia Smith ce la mostra in un'inquadratura a mezzobusto, coinvolgendo molto di più lo spettatore nella storia. Si affretta allora a fare i primi lavori di casa: pulisce le scarpe del padrone con la spazzola, ma, poiché le pizzica il naso (nuovo mezzobusto) si disegna due grossi baffoni neri sulla faccia; il film stacca di nuovo per mostrarla mentre prende uno specchio; tornato al mezzobusto vi si guarda riflessa e si mette a ridere per il curioso aspetto, guardando la telecamera (e quindi il pubblico) con espressione ebete.
A questo punto (stacco sulla stanza) deve accendere il fuoco nella cucina, ma ha un'idea: usare la paraffina! La telecamera allora stacca di nuovo su di lei in modo che si legga bene la scritta "Paraffin" sulla bottiglia, ammiccando verso l'obiettivo. Appena accende la cucina col fiammifero (l'inquadratura nel frattempo è tornata a medio campo), c'è un'esplosione che la risucchia nella canna fumaria (trucco dell'arresto della ripresa per far sparire la protagonista).
La scena successiva cambia inquadratura e, in una perfetta linearità dell'azione, mostra la protagonista che esce dalla canna fumaria sui tetti della città, venendo sparata come un razzo e ricadendo a pezzi (trucco di tipo teatrale, con l'uso di corde e manichini).
L'inquadratura successiva mostra la tomba di Mary Jane in primo piano, che mostra ironicamente sull'iscrizione la bottiglia di paraffina ("Here lies / Mary Jane / who / lighted the fire / with paraffine / Rest in pieces", Qui giace Mary Jane che accese il fuoco con la paraffina; riposa "a pezzi" - gioco di parole con il quasi omofonico "rest in peace", riposa in pace).
L'ultima scena mostra il cimitero, con la lapide di Mary Jane ben in vista sulla destra: un uomo spazza via le foglie e alcune donne vanno a vedere la tomba di Mary Jane, leggendone l'iscrizione e piangendo. A questo punto appare il fantasma di Mary Jane che si leva dalla tomba (trucco della sovrimpressione) facendo fuggire tutti. Si alza e cammina attorno finché non le appare in mano (trucco dell'arresto di ripresa su sovrimpressione) la famosa bottiglia di paraffina: allora torna nella sua tomba.

## Caratteristiche
Il film, dell'epoca pionieristica, è particolarmente importante nella storia del cinema perché è un film piuttosto lungo, composto "a quadri", cioè a inquadrature fisse, dove però per la prima volta il punto di vista fisso viene spezzato per mostrare dei dettagli, in uno dei primissimi esempi di raccordo sull'asse (successivo a Sick Kitten, rifacimento di un film del 1901). Si tratta forse del capolavoro di Smith, sia per la ricchezza della narrazione, che per i molteplici effetti speciali ed effetti di montaggio sperimentati, quasi un compendio di tutte le conquiste della scuola di Brighton: sovrimpressioni, sviluppo lineare della storia nelle varie inquadrature, montaggio narrativo.
Il film è curioso per il continuo cambio di genere, impensabile di lì a un decennio quando il classicismo hollywoodiano imporrà una maggiore rigidità nello schema di un film: Mary Jane's Mishap all'inizio è un film comico, poi ha una piega drammatica (la fine della protagonista), infine, nell'ultima inquadratura (il fantasma che esce dalla tomba) ha un risvolto tipicamente horror.
Vi si può notare come nel cinema inglese, fin dalle origini, si nascondesse quasi sempre un messaggio di educazione e di moralismo, influenzato dalla morale vittoriana, che si trasmetterà poi al cinema americano: in questo caso il messaggio è "non accendere il fuoco con la paraffina". L'operatore inoltre non è ancora invisibile: più volte la protagonista si rivolge alla telecamera coscientemente per dialogare direttamente col pubblico.